# Gopalpur
Gopalpur (oriya େଗାପାଳପୁର) és una vila i àrea notificada del districte de Ganjam a Orissa. és a Segons el cens del 2001 la seva població era de 6.660 habitants. Fou capital del districte en lloc de la veïna Berhampur (a 15 km) però fou substituïda per Chhatrapur. Destaca per les seves platges (Gopalpur-on-Sea) importants pel turisme.